# Буклівка
Буклівка (біл. Буклёўка) — річка в Білорусі, у Мозирському районі Гомельської області. Права притока Прип'яті, (басейн Прип'яті).

## Опис
Довжина річки 15 км, похил річки 2,1  м/км, площа басейну водозбору 101  км². Формується декількома безіменними струмками, загатами та частово каналізована.

## Розташування
Бере початок на південно-східній околиці села Надаткі. Спочатку тече переважно на північний захід через Лешню, потім повертає на північний схід, тече через Рудню та Скригалів і впадає у річку Прип'ять, праву притоку Дніпра.

## Цікавий факт
- У XIX столітті річка брала початок на північно-східній стороні від села Каземирівки.[2]